# Cloruro di molibdeno(IV)
Il cloruro di molibdeno(IV) o tetracloruro di molibdeno è il composto binario con formula MoCl4, dove il molibdeno è nello stato di ossidazione +4. In condizioni normali MoCl4 è un solido di colore nero, insolubile in etere e benzene, sensibile all'aria e all'umidità.

## Storia
La sintesi di MoCl4 è stata complicata dal fatto che il composto tende a disproporzionare e a ossidarsi facilmente. La prima sintesi fu descritta nel 1873 da L. Paul Liechti e Bernhard Kempe, che affermarono di aver ottenuto il composto per disproporzionamento di MoCl3. Tuttavia in seguito questo risultato fu messo in dubbio da vari autori, finché nel 1959 Dwight E. Couch and Abner Brenner riuscirono ad isolarlo per comproporzione di MoCl3 e MoCl5 a 250 °C. Nel 1964 M. L. Larson e F. W. Moore riuscirono a preparare il composto puro facendo reagire semplicemente MoCl5 in benzene a riflusso.

## Struttura
Allo stato solido il tetracloruro di molibdeno forma tre polimorfi. α-MoCl4 cristallizza nel  sistema monoclino, con costanti di reticolo a = 1233 pm, b = 678 pm, c = 822 pm, β = 134°. La struttura è simile a quella di NbCl4, con catene di ottaedri aventi spigoli in comune, come mostrato nella figura in testa alla pagina. Per riscaldamento a circa 250 °C la forma α-MoCl4 si modifica in β-MoCl4. Questa contiene una struttura molto particolare con molecole cicliche (MoCl4)6 composte da anelli di sei ottaedri MoCl6 con spigoli cis in comune (vedi figura). La struttura del terzo polimorfo non è nota.

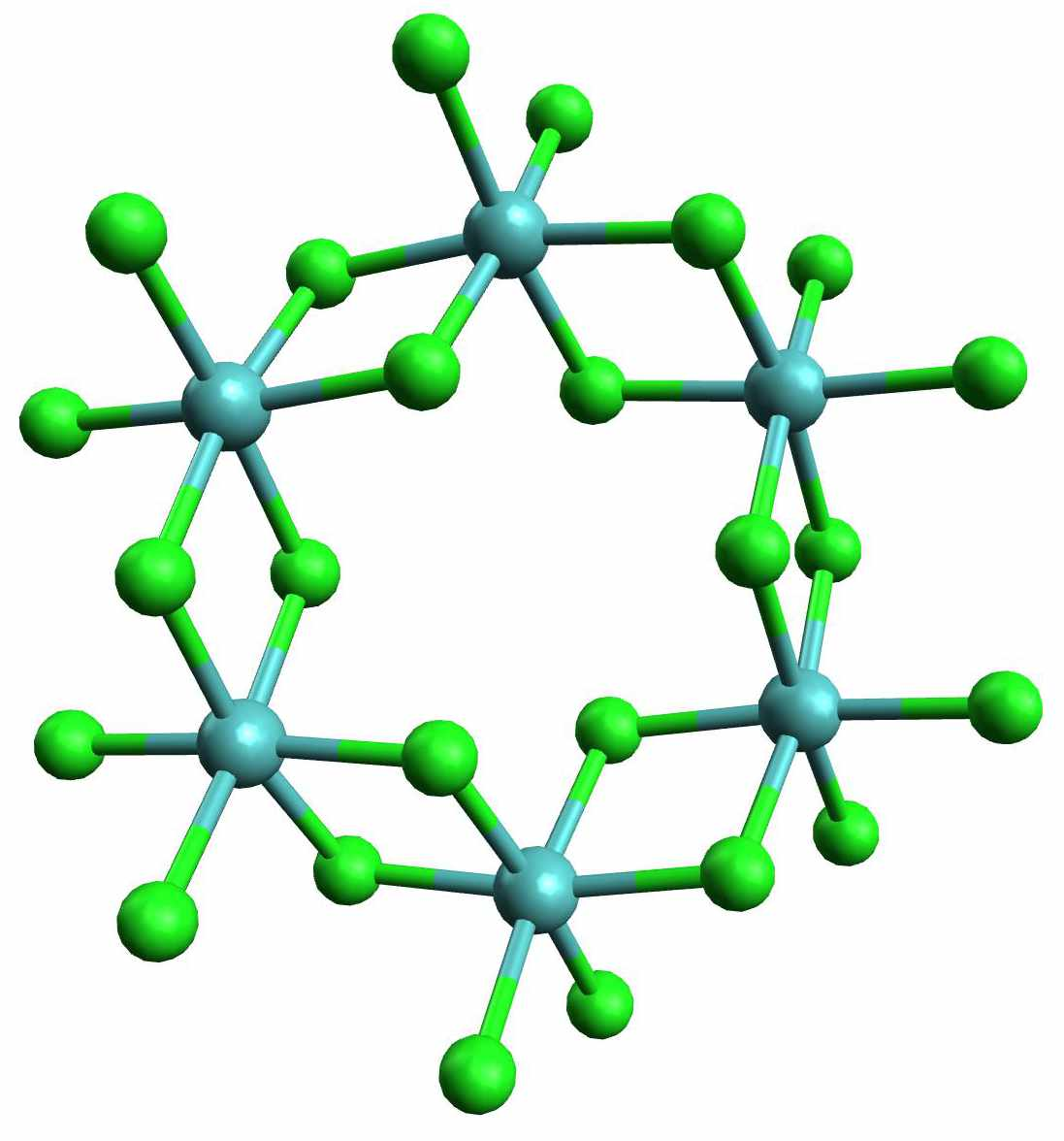
Struttura ciclica di β-MoCl_{4}

## Sintesi
Il composto si può ottenere a partire da MoCl5 facendolo reagire con cloruro di molibdeno(III), benzene o tetracloroetilene.
{\displaystyle {\ce {MoCl5 + MoCl3 -> 2MoCl4}}}
{\displaystyle {\ce {2MoCl5 + C6H6 -> 2MoCl4 + C6H5Cl + HCl}}}
{\displaystyle {\ce {2MoCl5 + C2Cl4 -> 2MoCl4 + C2Cl6}}}

## Reattività
MoCl4 per riscaldamento tende a disproporzionare a MoCl3 e MoCl5.
Può essere facilmente ossidato e idrolizzato. In presenza di ioni cloruro forma MoCl2−6, e presenza di altre basi di Lewis forma addotti tipo MoCl4L2.